# Juan Manuel Torres (football)
Pour les articles homonymes, voir Manuel Torres.
Juan Manuel Torres est un footballeur argentin né le 20 juin 1985 à Puerto Vilelas. Il évolue au poste de milieu.

## Palmarès
- Argentine -20 ans
  - Vainqueur de la Coupe du monde des moins de 20 ans